# Grundtjärnen (Tåsjö socken, Ångermanland)
Grundtjärnen är en sjö i Strömsunds kommun i Ångermanland och ingår i Ångermanälvens huvudavrinningsområde. Sjön har en area på 0,0977 kvadratkilometer och ligger 479,2 meter över havet.

## Delavrinningsområde
Grundtjärnen ingår i det delavrinningsområde (715027-147796) som SMHI kallar för Inloppet i Stortjärnen. Medelhöjden är 559 meter över havet och ytan är 13,63 kvadratkilometer. Det finns inga avrinningsområden uppströms utan avrinningsområdet är högsta punkten. Vattendraget som avvattnar avrinningsområdet har biflödesordning 4, vilket innebär att vattnet flödar genom totalt 4 vattendrag innan det når havet efter 250 kilometer. Avrinningsområdet består mestadels av skog (84 procent). Avrinningsområdet har 0,62 kvadratkilometer vattenytor vilket ger det en sjöprocent på 4,6 procent.